# Ryan Kamp
Ryan Kamp (* 12. Dezember 2000 in Breda) ist ein niederländischer Cyclocrossfahrer.

## Sportlicher Werdegang
Kamp wurde als Junior 2018 niederländischer Meister und war vor allem in seiner U23-Zeit sehr erfolgreich als Weltmeister 2020, Europameister 2021 und 2022 sowie mit zwei niederländischen Meistertiteln. Als Resultat erhielt er ab 2020 einen Profivertrag bei Pauwels Sauzen-Bingoal, wo er sich aber auf Dauer nicht gegen die interne Konkurrenz von Eli Iserbyt und Michael Vanthourenhout durchsetzen konnte; Ende 2023 wurde sein Vertrag nicht verlängert. Kamp fährt seitdem im Cyclocross für einen privaten Sponsor, wird aber zugleich von Alpecin-Deceuninck unterstützt, für dessen Entwicklungsteam er während der Sommersaison im Straßenradsport antritt. Zu Beginn der Saison 2024/2025 war er beim Be-Mine Cross von Beringen in einen Streit mit Iserbyt verwickelt, bei dem letzterer mutwillig Kamps Rad beschädigte.
Mit der niederländischen Mannschaft gewann Kamp das Staffelrennen bei den Cyclocross-Weltmeisterschaften 2023. Sein bestes Resultat im Weltcup war der fünfte Platz in Troyes 2023, bei knapp 20 weiteren Rennen war er unter den besten Zehn. Außerhalb der Klassementscrosse konnte er vier Siege des internationalen Kalenders in Spanien und den Niederlanden verbuchen.

## Erfolge
2017/2018
 Weltmeisterschaften (Junioren)
 Niederländischer Meister (Junioren)
2018/2019
 Niederländischer Meister (U23)
2019/2020
 Weltmeister (U23)
 Niederländischer Meister (U23)
2020/2021
 Weltmeisterschaften (U23)
 Europameister (U23)
2021/2022
 Europameister (U23)
2022/2023
 Weltmeister – Staffel